# David Adriaen
David Adriaen is een Belgisch journalist die schrijft voor het Belgische zakenblad De Tijd. Hoofdonderwerpen zijn banken en financiën, energie en nutsvoorzieningen, auto-industrie, farmacie en biotechnologie. 

## Opleiding
Na het Jan van Ruusbroeckollege in Laken studeerde Adriaen biotechnologie aan de KU Leuven waar hij in 2002 afstudeerde als bio-ingenieur Landbouw- en milieueconomie / Voedingsmiddelentechnologie. Na een aanvullende opleiding bedrijfseconomie werkt hij sinds 2003 voor het blad De Tijd. In zijn laatste studiejaar was hij redactiesecretaris van het Leuvense studentenblad Veto.

## Erkenning
Met Tobe Steel, Wim Van de Velden en Dieter Dujardin volgde hij voor het drieluik Reconstructie van een mislukte kernuitstap jarenlang het dossier rond de sluiting van Belgische kerncentrales. Het leverde hen de journalistieke prijs De Loep 2023 op in de categorie Controlerende Onderzoeksjournalistiek. De jury prees hun werk als ‘een schoolvoorbeeld van een reconstructie, waarbij complexe materie begrijpelijk werd gemaakt’.

## Prijzen
- 2023 De Loep